# Buffalo (Iowa)
Buffalo és una població dels Estats Units a l'estat d'Iowa. Segons el cens del 2000 tenia 1.321 habitants.

## Demografia
Segons el cens del 2000, Buffalo tenia 1.321 habitants, 489 habitatges, i 356 famílies. La densitat de població era de 84,7 habitants per km².
Dels 489 habitatges en un 33,7% hi vivien nens de menys de 18 anys, en un 60,5% hi vivien parelles casades, en un 8,4% dones solteres, i en un 27% no eren unitats familiars. En el 23,5% dels habitatges hi vivien persones soles l'11% de les quals corresponia a persones de 65 anys o més que vivien soles. El nombre mitjà de persones vivint en cada habitatge era de 2,7 i el nombre mitjà de persones que vivien en cada família era de 3,16.
Per edats la població es repartia de la següent manera: un 27,3% tenia menys de 18 anys, un 8% entre 18 i 24, un 29,5% entre 25 i 44, un 22,6% de 45 a 60 i un 12,5% 65 anys o més.
L'edat mediana era de 35 anys. Per cada 100 dones de 18 o més anys hi havia 96,7 homes.
La renda mediana per habitatge era de 44.250 $ i la renda mediana per família de 49.808 $. Els homes tenien una renda mediana de 37.100 $ mentre que les dones 21.188 $. La renda per capita de la població era de 21.957 $. Entorn del 4,4% de les famílies i el 5,9% de la població estaven per davall del llindar de pobresa.

## Poblacions més properes
El següent diagrama mostra les poblacions més properes.